# 17486 Hodler
17486 Hodler è un asteroide della fascia principale. Scoperto nel 1991, presenta un'orbita caratterizzata da un semiasse maggiore pari a 2,7017033 UA e da un'eccentricità di 0,3307301, inclinata di 9,04792° rispetto all'eclittica.